# 书法美学史
《书法美学史》是一部以中国古代书法理论发展为研究对象的作品。
该书自1990年出版后曾两次修订及多次再版，现已成为书法研究的重要参考书。